# لنگفلد (انروده)
لنگفلد (به آلمانی: Lengefeld) یک منطقهٔ مسکونی در آلمان است که در آنروده واقع شده‌است. لنگفلد ۸۹۳ نفر جمعیت دارد.